# Distrito de Palca (Tacna)
El distrito peruano de Palca es uno de los 11 distritos de la provincia de Tacna, ubicada en el departamento de Tacna, Perú. Desde el punto de vista jerárquico de la Iglesia católica forma parte de la diócesis de Tacna y Moquegua la cual, a su vez, pertenece a la arquidiócesis de Arequipa.

## Toponimia
Palca, viene del quechua Pallgash y del aimara P´allqa que significa confluencia de dos ríos, quebradas o caminos. 

## Historia

### Época Prehispánica
No se sabe con exactitud cuándo el hombre llegó al territorio del distrito de Palca, como en toda la región de Tacna. Sin embargo los testimonios arqueológicos más tempranos señalan que hace 10 mil años, la zona altoandina e interandina de Palca, estaban ocupadas por cazadores recolectores; quedando como evidencia de aquello restos líticos y pinturas rupestres.
En los altiplanos del lado oriental de la Cordillera del Barroso, entre los 4200 y 1507 metros de altitud, los cazadores establecieron sus campamentos en torno a los bofedales, por ser los lugares donde se concentraban los camélidos, aves, etc., y por ende apropiada para la caza. En los yacimientos del río Caño, Ancomarca, Alto Perú y Ancochaullani, donde se han identificado puntas de proyectil foliáceas y puntas triangulares con pendúnculo y aletas laterales, con una antigüedad de 8000 a 6000 años a. C.[cita requerida] Estos hombres también practicaban el arte rupestre, como lo testimonia las pinturas con representaciones de camélidos en actitudes galopantes, pintados de color rojo, negro, blanco y amarillo. La zona interandina, igualmente presenta testimonios de cazadores recolectores, pues fue una zona intermedia de desplazamiento, entre la puna y la costa. Posteriormente por el año 1000 a. C., en la zona interandina, aparecen grupos sedentarios que practicaban la agricultura y el pastoreo. También se ha encontrado en la quebrada de Palca aisladas estructuras circulares y rectangulares en Tres Cruces y en Lluta que corresponderían a agricultores. Luego en el año 1100 d. C. surgen grupos sociales con una economía basada en la agricultura y la ganadería. Enterraban a sus muertos en tumbas soterradas, semisoterradas, y en chullpas a los señores importantes de la comarca (Ataspaca, Palca y Vilavilani). Por el año 1450 después de Cristo las culturas locales son asimiladas al imperio Inca. Es el periodo donde se traza una vía que se desprende del camino principal de la sierra que unía el Cusco con Bolivia, pasando por Desaguadero.

### Época Colonial
Bajo la dominación hispánica, Palca adquiere cierta importancia económica, debido a que el antiguo camino Inca siguió siendo utilizado durante esta época. Fue una ruta de singular jerarquía, entre Arica y Potosí, pues por ella se internaba las mercancías, los vinos y aguardientes de Tacna y Moquegua; y, aún más, era una de las vías empleadas para el traslado de la plata y el oro. La actividad comercial se ve favorecida por la construcción de tambos, como los registrados en la quebrada de Palca , Chachacumani, Copapuquio, La Unión, La Portada, Bellavista, Sicinari, San Manuel, Fango, Ancomarca, entre otros. Prestaban servicios de alojamiento, alimentación y venta de mercancías; además de forraje para los animales de carga. La actividad minera no era ajena durante esta época. Por los años de 1781, la quebrada de Palca es parte del escenario del movimiento tupacamarista dirigida en el sur del Perú por Juan Buitrón contra el régimen colonial. Aquí también se da el Peaje de Palca.

### Época Republicana
Durante la época republicana, la situación de Palca no cambia, el tráfico comercial hacia Bolivia continúa como en la época anterior, al igual que la explotación de minerales. En Palca se pagaba un peaje la Municipalidad Provincial de Tacna por los animales que pasaban con carga por el «camino de herradura de Tacna a la frontera Boliviana», como le denominaban en aquella época. Este cobro estaba basado en los «acuerdos mercantiles con la República de Bolivia». Estos impuestos, hacían que se utilicen o se construyan otros caminos, para burlar estos pagos. De ahí que existan muchos caminos que no siempre pasan por Palca. 
A principios de la época republicana en la quebrada de Yungani se trabajaba la mina Canahura, extrayéndose minerales argentíferos que se fundían en el mismo lugar. Posteriormente fue trabajada por una compañía chilena. En el año 1859, Blondell y Compañía explotaba en Huaylillas la mina «El Socorro», y en 1878, Carlos Basadre lo hacía en la mina llamada «Quevada», situada en la quebrada de Palca, cerca del punto denominado Lluta; adquirida por la suma de ciento ochenta pesos. Durante la época del Cautiverio hacia el sitio la «Portada» (Quebrada Yungani) se traía el azufre de las faldas del volcán Tacora, para su tratamiento metalúrgico o calcinación. También en este periodo parece que este laboreo se daba en Causuri, en la Quebrada de Palca. 
En el año 1934 la azufrera Gloria, ubicada en los flancos orientales del Barroso (Alto Perú), estaba en pleno funcionamiento.

### Batalla de Palca y posguerra
Durante la Guerra del Pacífico, en el territorio de Palca, se libró un encarnizado combate el 16 de julio de 1880, conocido como la batalla de Palca, esta batalla transcurre Después de la Batalla de Arica cuando las fuerzas chilenas organizaron expediciones a la sierra de Tacna. 
En el combate entre las fuerzas peruanas lideradas por Pacheco Céspedes y el Regimiento Lautaro, una columna de avanzada del ejército chileno.
Una vez finalizada la guerra y bajo administración chilena, se establecen retenes en Palca y Ataspaca.

## Geografía

### Ubicación
El distrito de Palca limita por el Norte con la provincia de Tarata, por el Este y Sureste con la República de Chile y Bolivia, por el Sur con el distrito de Tacna y por el Oeste con los distritos de Pachía, Pocollay, y la provincia de Tarata. Dista de la ciudad de Tacna, capital de departamento, 52 km. 
El territorio del distrito se encuentra conectado mediante una vía que se inicia en la Carretera Panamericana, en la ciudad de Tacna. A partir de aquí, el ingreso se desarrolla a través de la Carretera Internacional Tacna-Collpa-La Paz, asfaltada hasta el kilómetro 43, siendo luego una carretera afirmada.

### Clima
Va de templado a frígido, con una temperatura media anual de 12 °C a 16 °C; llegando las mínimas entre 7 °C y -5 °C durante el invierno (junio-agosto), en los sectores que están sobre los 3500 metros de altitud. Las precipitaciones se dan durante el verano, con un promedio anual aproximado de más de 300 mm, generando una flora arbustiva y de gramíneas que contribuyen en buena medida al sostenimiento del ganado vacuno, caprino, ovino y camélidos, durante los cuatro primero meses del año.

### Hidrografía
La fuente hídrica más importante es el río Maure que corre en dirección noreste-suerte, constituyendo el límite regional Tacna-Puno hasta el límite internacional con Bolivia. En el área de Palca, uno de sus afluentes es el río Uchusuma, que nace en el sector Paucarani, y corre en dirección norte-sureste. Un ramal canalizado de este río desemboca en la Quebrada de Vilavilani, ubicada en los flancos occidentales de la Cordillera del Barroso.

## Ecología

### Flora y fauna
Es variada, donde destaca el sauce, callacaz, cortadera, cola de caballo, yaros, molle, tara, cactáceas del tipo columnares y candelabro; además de variadas flores en las laderas de los cerros y otras plantas introducidas como el eucalipto. La fauna está representada por gorriones, torcazas en el monte ribereño; mientras que en los niveles mayores de los 3400 metros de altitud están las vizcachas, la vicuña, el guanaco, el zorro andino, el zorrino, el venado, el puma, el gato andino, entre otros.

### Zonas protegidas
El distrito de Palca comparte el Área de Conservación Regional Vilcanota Maure junto con los distritos de Susapaya, Ticaco y Tarata pertenecientes a la Provincia de Tarata y con el distrito de Candarave. Esta zona protegida comprende una muestra representativa de ecosistemas y paisajes altoandinos que son un fuerte respaldo y sirven de cobertura a todo el sistema natural, así como el antropogénico. Está a una altitud promedio de 4300 m s. n. m., y su conformación es de pampas onduladas en la que se forman bofedales para la cría de camélidos. El ámbito se caracteriza fundamentalmente por ser almacenadora y proveedora de agua, que favorece a los valles de la costa, influyendo en el ecosistema, producto de la ejecución de proyectos hidrícos.

## Demografía
La población estimada en el año 2000 es de 1 221 habitantes.

## Gastronomía
La cocina palqueña se caracteriza por su variedad de platos preparados sobre la base de productos de la zona interandina y altoandina. Pueden ser saboreados principalmente en los concursos gastronómicos, como el que se realiza dentro de la programación de los festejos por el aniversario de la creación política del distrito de Palca. Al no contar con restaurantes, la preparación de comidas típicas se pueden hacer a pedido de los anexos que uno visite. Entre sus platos está el cuy chatado, el picante de cuy, humitas, Ensalada de berro con queso y mote, la parrillada de alpaca, chicharrón de alpaca o llama, thimpo de alpaca, asado de alpaca, el caldo de trucha, trucha frita, y el chicharrón de trucha. Las bebidas son la chicha de maíz y el cóctel de tumbo.
En Palca se prepara el Sango, una comida típica del Distrito que se prepara a base de harina de trigo, el cual es sancochado previamente en agua sazonada con manteca y sal para luego ser triturado con un palo de madera. Se servía originariamente acompañado de queso, aunque en la actualidad las familias prefieren servirlo con ensalada de atún enlatado. El sango con queso, podría ser un plato único en su especie, debido a su originalidad y el cual no se prepara en ningún otra región.

## Autoridades

### Municipales
- 2023 - 2026[3]
  - Alcalde: Toribio Zanga Onofre, de Fuerza Tacmna.